# Mörtschach
Mörtschach è un comune austriaco di 807 abitanti nel distretto di Spittal an der Drau, in Carinzia. È stato istituito nel 1898 per scorporo dal comune di Winklern, al quale era stato nuovamente aggregato tra il 1973 e il 1991.